# جاي د. بيرغمان
جاي د. بيرغمان (بالإنجليزية: J. D. Bergman)‏ هو مصارع رياضي أمريكي، ولد في 7 سبتمبر 1984.

## روابط خارجية
- جاي د. بيرغمان على موقع قاعدة بيانات المصارعة الدولية (الإنجليزية)